# Sindrome mediastinica
Si definiscono sindromi mediastiniche le sindromi causate dalla compressione o dall'infiltrazione di una o più strutture del mediastino. Risultano coinvolte soprattutto le strutture mediastiniche maggiormente comprimibili, quali vene, esofago e, in misura minore, trachea.

## Eziologia
Le sindromi mediastiniche riconoscono cause di infiltrazione o compressione neoplastica, traumatica, infiammatoria o da versamento.

## Classificazione
- Sindrome della vena cava superiore: si manifesta con turgore delle giugulari, edema a mantellina, arrossamento del volto.
- Sindrome da compressione tracheale
- Sindrome disfagica
- Sindromi neurologiche.

## Trattamento
La terapia è medica e variabile a seconda dell'eziologia. Si avvale di corticosteroidi, antitrombotici, diuretici.